# De 6/6
 (janvier 2017).
Si vous disposez d'ouvrages ou d'articles de référence ou si vous connaissez des sites web de qualité traitant du thème abordé ici, merci de compléter l'article en donnant les références utiles à sa vérifiabilité et en les liant à la section « Notes et références ».
Les De 6/6 sont trois anciennes locomotives électriques (15301-15303) des Chemins de fer fédéraux suisses dont la 15301 en est actuellement la seule conservée.

## Historique est description
Les locomotives De 6/6 furent construites en 1926 pour les Chemins de fer fédéraux suisses. Elles furent commandées pour la Ligne du Seetal. Elles étaient connues comme Crocodiles du Seetal. Cette dénomination vient du fait que la construction du châssis (articulé) correspondait en majeure partie à celle de la célèbre machine du Saint-Gothard. Deux groupes de roues motrices (mais sans roues porteuses) supportaient une caisse en 3 éléments. Par contre, les locomotives devant être plus souples et plus légères, les composants mécaniques étaient identiques à ceux des petites locomotives de manœuvre du type Ee 3/3 qui furent construites en parallèle : chaque bogie moteur était entraîné par un moteur via un arbre secondaire de renvoi et des bielles obliques. Elles n'étaient équipées que d'un pantographe pentagonal et elles avaient sur un des côtés latéraux de grandes trappes de ventilation pour le refroidissement des transformateurs.
Au total, 3 locomotives de ce type ont été construites, et numérotées de 15301 à 15303. Elles étaient capables de fonctionner sous deux tensions différentes : 5,5 kV, 25 Hz, utilisé sur la ligne du Seetal, 15 kV 16 ²⁄₃ Hz. L'ancien système fut retiré de ces locomotives en 1930, lorsque la ligne a été modernisée aux normes nationales des CFF. Elles étaient assignées au dépôt de Lucerne.
À l'origine, les locomotives étaient de couleur verte, mais en 1954, elles furent repeintes en rouge-brun. Actuellement, la couleur de la 15301 vire plus sur le rouge que sur le brun.

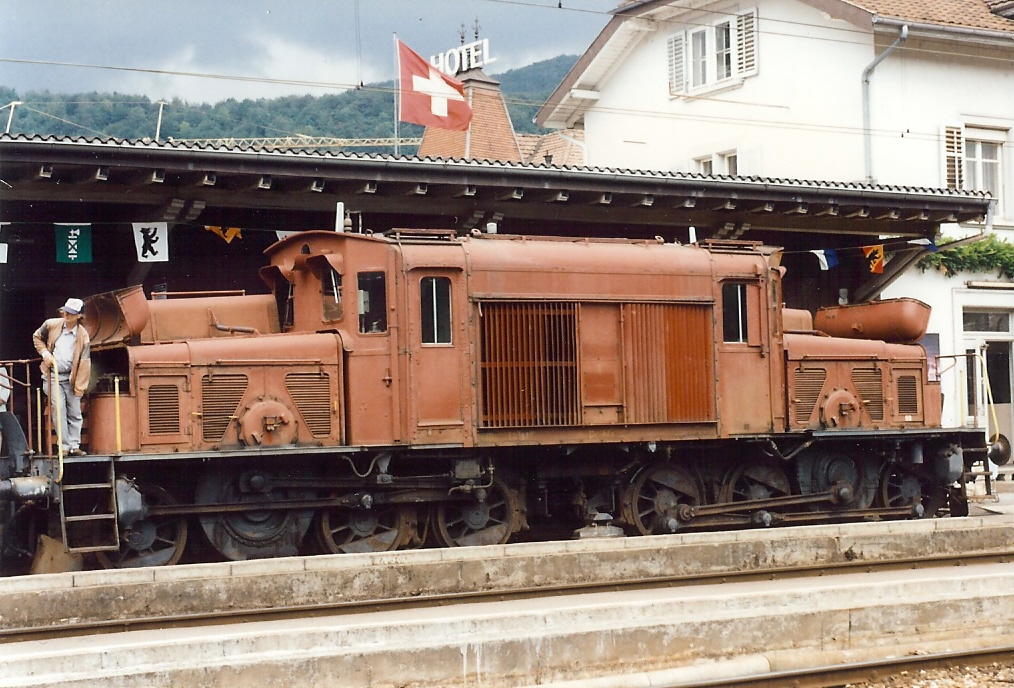
La 15301, avant sa rénovation générale

## Retrait et préservation
La De 6/6 15302 fut mise au rebut en janvier 1983 et la 15303 la suivit en mars 1983. La 15301 fut elle vendue à l'Oensingen-Balsthal-Bahn (OeBB).
En 1990, la locomotive de l'OeBB a subi un grave court-circuit de chauffage, qui créa des dommages irréparables au transformateur. Une réparation était donc presque impensable du fait que les deux autres locomotives étaient déjà mises au rebut. Grâce à l'École d'ingénieurs de Bienne, un plan de restauration fut alors élaboré. Une thèse d'un étudiant a montré qu'il était possible de rétablir le fonctionnement de la locomotive en récupérant des matériaux recyclés provenant d'une BDe 4/4 des CFF. Pour cela, le transformateur et le commutateur principal de celle-ci furent repris et les moteurs de traction furent reliés en série. Comme une étude de faisabilité était présente, une association a été créée, le but de celle-ci était la préservation et la remise en service de la locomotive. Le 31 décembre 1995 commença le démontage de la locomotive. De là, a été installé l'interrupteur principal de la Re 4/4I no 10033 des CFF et le transformateur de la Ce 4/4 no 316 du BLS, qui, contrairement à ceux de la BDe 4/4 étaient semblables aux originaux. En plusieurs années de travail, la Crocodile du Seetal put être totalement restaurée et remise en marche le 10 avril 2008.La machine est maintenant dans le parc ferroviaire Brugg AG.

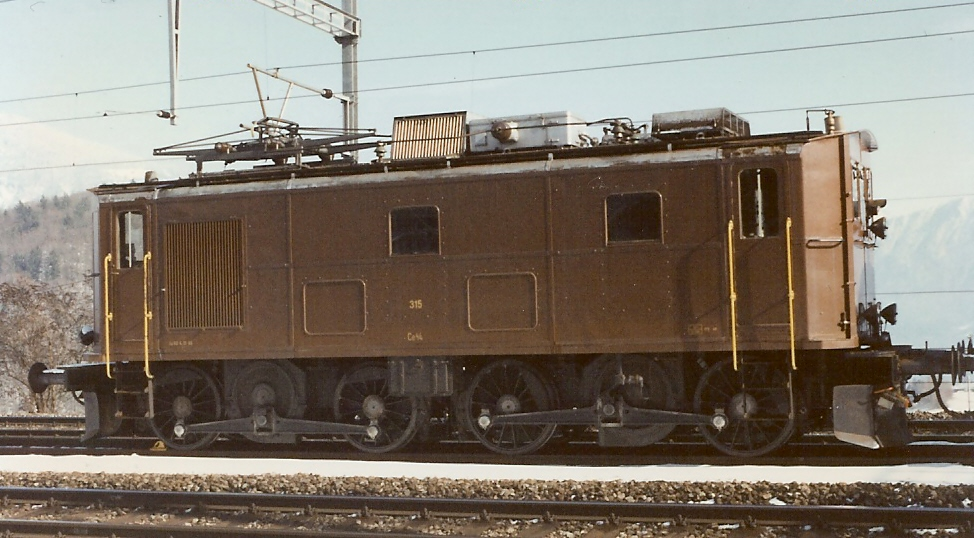
Une Ce 4/4 du BLS

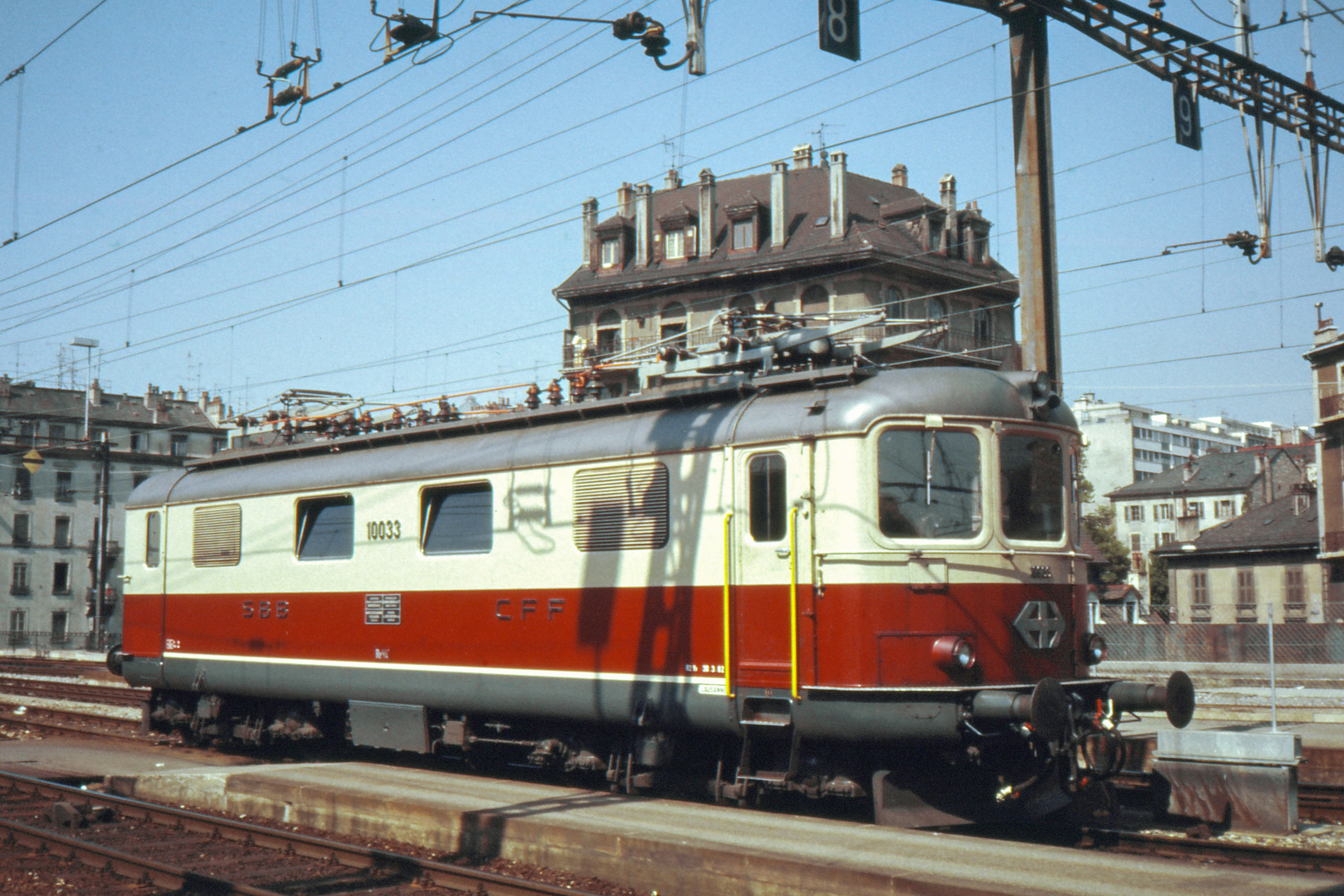
Re 4/4 I 10033

## Modélisme ferroviaire
Plusieurs fabricants ont proposé cette série dans leur catalogue. Seul Märklin (qui a racheté Trix) a produit la 15301 dans son état actuel (réf.37526). La liste n'est pas exhaustive.

### Échelle HO (1/87^{e})

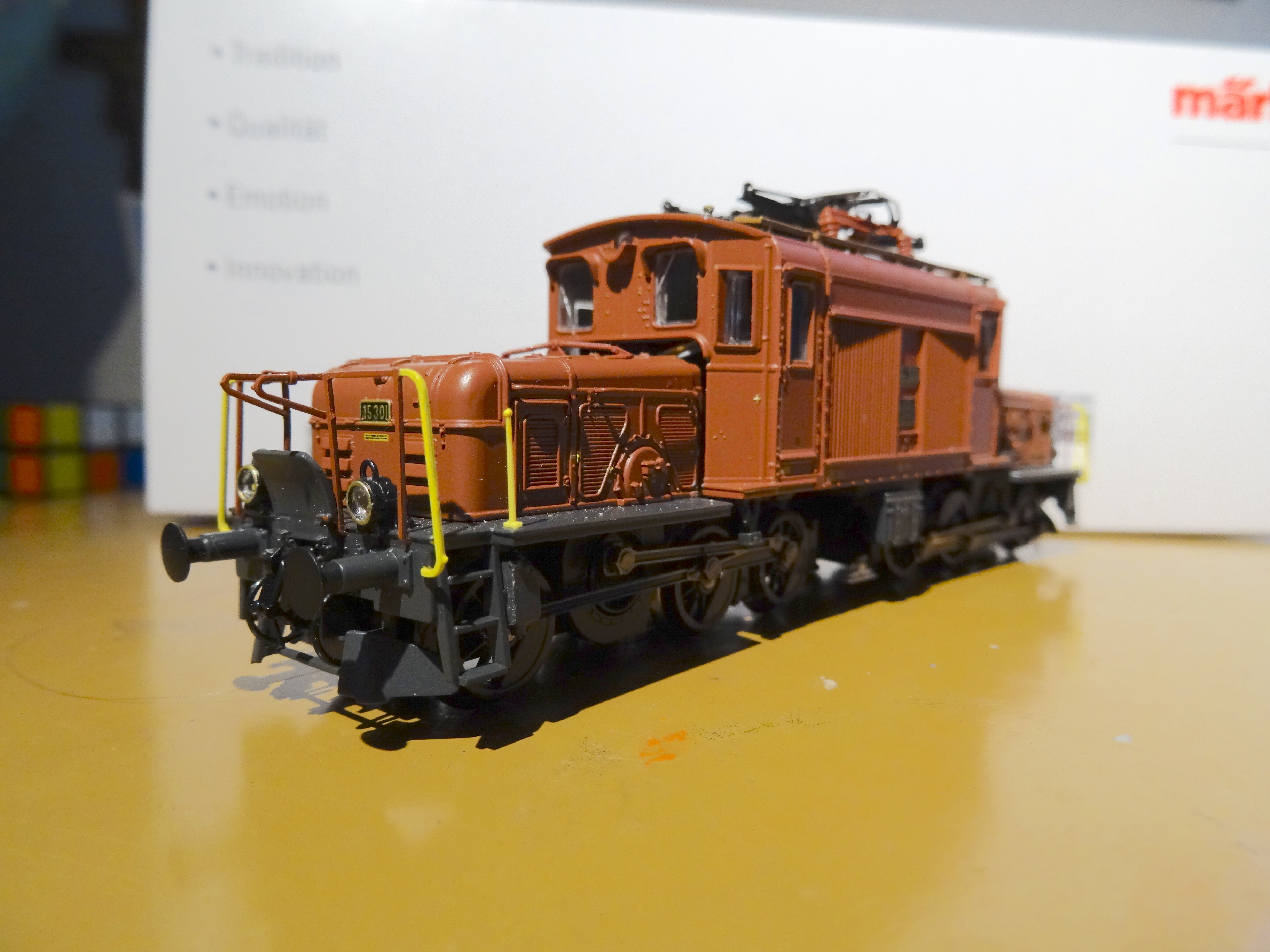
Modèle Märklin.

### Échelle HO (1/87e)
- Märklin-Trix
- Fulgurex
- Metropolitan

### Échelle N (1/160e)
- Lemaco

### Échelle 1 (1/32e)
- Dingler

## Traduction
- (de) Cet article est partiellement ou en totalité issu de l’article de Wikipédia en allemand intitulé « SBB De 6/6 » (voir la liste des auteurs).